# Michał Huza
Michał Huza (ur. 2 września 1852, zm. 2 stycznia 1924) – notariusz, Honorowy Obywatel Miasta Grybowa (1907) i Ciężkowic, poseł na Sejm Krajowy Galicji we Lwowie (VIII kadencji (1901-1907)). 
Prowadził kancelarię w Grybowie, której akta za lata 1896 - 1923 są zachowane w Archiwum Państwowym w Krakowie, Oddział w Nowym Sączu - akta z Grybowa, a wcześniej kancelarię w Ciężkowicach (akta z lat działalności 1890 - 1896 zachowane w Archiwum Państwowym w Krakowie, oddział Tarnów). 
Został pochowany na cmentarzu komunalnym w Grybowie.